# 53e cérémonie des British Academy Film Awards
La 53e cérémonie des British Academy Film Awards, organisée par la British Academy of Film and Television Arts, s'est déroulée le 9 avril 2000 et a récompensé les films sortis en 1999.

## Palmarès

### Meilleur film
- American Beauty
  - La Fin d'une liaison (The End of the Affair)
  - Fish and Chips (East Is East)
  - Sixième Sens (The Sixth Sense)
  - Le Talentueux Mr Ripley (The Talented Mr. Ripley)

### Meilleur film britannique
Alexander Korda Award.
- Fish and Chips (East Is East)
  - Topsy-Turvy
  - Ratcatcher
  - Wonderland
  - Onegin
  - Coup de foudre à Notting Hill (Notting Hill)

### Meilleur réalisateur
David Lean Award.
- Pedro Almodóvar pour Tout sur ma mère (Todo sobre mi madre)
  - Neil Jordan pour La Fin d'une liaison (The End of the Affair)
  - Sam Mendes pour American Beauty
  - M. Night Shyamalan pour Sixième Sens (The Sixth Sense)
  - Anthony Minghella pour Le Talentueux Mr Ripley (The Talented Mr. Ripley)

### Meilleur acteur
- Kevin Spacey pour le rôle de Lester Burnham dans American Beauty
  - Om Puri pour le rôle de George Khan dans Fish and Chips (East Is East)
  - Jim Broadbent pour le rôle de W. S. Gilbert dans Topsy-Turvy
  - Russell Crowe pour le rôle du Dr Jeffrey Wigand dans Révélations (The Insider)
  - Ralph Fiennes pour le rôle de Maurice Bendrix dans La Fin d'une liaison (The End of the Affair)

### Meilleure actrice
- Annette Bening pour le rôle de Carolyn Burnham dans American Beauty
  - Julianne Moore pour le rôle de Sarah Miles dans La Fin d'une liaison (The End of the Affair)
  - Emily Watson pour le rôle d'Angela McCourt dans Les Cendres d'Angela (Angela's Ashes)
  - Linda Bassett pour le rôle d'Ella Khan dans Fish and Chips (East Is East)

### Meilleur acteur dans un second rôle
- Jude Law pour le rôle de Dickie Greenleaf dans Le Talentueux Mr Ripley (The Talented Mr. Ripley)
  - Rhys Ifans pour le rôle de Spike dans Coup de foudre à Notting Hill (Notting Hill)
  - Michael Caine pour le rôle du Dr Wilbur Larch dans L'Œuvre de Dieu, la part du Diable (The Cider House Rules)
  - Wes Bentley pour le rôle de Ricky Fitts dans American Beauty
  - Timothy Spall pour le rôle de Richard Temple (The Mikado) dans Topsy-Turvy

### Meilleure actrice dans un second rôle
- Maggie Smith pour le rôle de Lady Hester Random dans Un thé avec Mussolini (Tea with Mussolini)
  - Cameron Diaz pour le rôle de Lotte Schwartz dans Dans la peau de John Malkovich (Being John Malkovich)
  - Mena Suvari pour le rôle d'Angela Hayes dans American Beauty
  - Thora Birch pour le rôle de Jane Burnham dans American Beauty
  - Cate Blanchett pour le rôle de Meredith Logue dans Le Talentueux Mr Ripley (The Talented Mr. Ripley)

### Meilleur scénario original
- Dans la peau de John Malkovich (Being John Malkovich) – Charlie Kaufman
  - American Beauty – Alan Ball
  - Sixième Sens (The Sixth Sense) – M. Night Shyamalan
  - Topsy-Turvy – Mike Leigh
  - Tout sur ma mère (Todo sobre mi madre) – Pedro Almodóvar

### Meilleur scénario adapté
- La Fin d'une liaison (The End of the Affair) – Neil Jordan
  - Fish and Chips (East Is East) – Ayub Khan-Din
  - Le Talentueux Mr Ripley (The Talented Mr. Ripley) – Anthony Minghella
  - Un mari idéal (An Ideal Husband) – Oliver Parker

### Meilleure direction artistique
- Sleepy Hollow – Rick Heinrichs
  - Matrix – Owen Paterson
  - La Fin d'une liaison (The End of the Affair) – Anthony Pratt
  - Les Cendres d'Angela (Angela's Ashes) – Geoffrey Kirkland
  - American Beauty – Naomi Shohan

### Meilleurs costumes
- Sleepy Hollow
  - Un mari idéal (An Ideal Husband)
  - Un thé avec Mussolini (Tea with Mussolini)
  - La Fin d'une liaison (The End of the Affair)

### Meilleurs maquillages et coiffures
- Topsy-Turvy
  - Un mari idéal (An Ideal Husband)
  - American Beauty
  - La Fin d'une liaison (The End of the Affair)

### Meilleure photographie
- American Beauty – Conrad L. Hall
  - Les Cendres d'Angela (Angela's Ashes) – Michael Seresin
  - La Fin d'une liaison (The End of the Affair) – Roger Pratt
  - Le Talentueux Mr Ripley (The Talented Mr. Ripley) – John Seale
  - Matrix – Bill Pope

### Meilleur montage
- American Beauty – Christopher Greenbury
  - Dans la peau de John Malkovich (Being John Malkovich) – Eric Zumbrunnen
  - Matrix – Zach Staenberg
  - Sixième Sens (The Sixth Sense) – Andrew Mondshein

### Meilleurs effets visuels
- Matrix
  - Star Wars, épisode I : La Menace fantôme (Star Wars, Episode I: The Phantom Menace)
  - La Momie (The Mummy)
  - 1 001 Pattes (A Bug's Life)
  - Sleepy Hollow

### Meilleur son
- Matrix
  - American Beauty
  - Buena Vista Social Club
  - Star Wars, épisode I : La Menace fantôme (Star Wars, Episode I: The Phantom Menace)

### Meilleure musique de film
Anthony Asquith Award.
- American Beauty – Thomas Newman
  - La Fin d'une liaison (The End of the Affair) – Michael Nyman
  - Le Talentueux Mr Ripley (The Talented Mr. Ripley) – Gabriel Yared
  - Buena Vista Social Club – Ry Cooder & Nick Gold

### Meilleur film en langue étrangère
- Tout sur ma mère (Todo sobre mi madre) •  Espagne  France (en espagnol)
  - Festen •  Danemark (en danois)
  - Cours, Lola, cours (Lola Rennt) •  Allemagne (en allemand)
  - Buena Vista Social Club (Buena Vista Social Club) •  Allemagne (en anglais)

### Meilleur court-métrage
- Who's My Favourite Girl – Joern Utkilen, Kara Johnston, Adrian McDowall
  - Bait – Soleded Gatti-Pascual, Tom Shankland, Jane Harris
  - The Tale of the the Rat that Wrote – Ruth Kenley-Letts, Lisa-Marie Russo, Billy O'Brien' Murilo Pasta
  - Perdie – Rachel Shadick, Faye Gilbert

### Meilleur court-métrage d'animation
- The Man with the Beautiful Eyes – Jonathan Bairstow, Jonathan Hodgson
  - Periwig-Maker – Annette Schäffler, Steffen Schäffler
  - The Old Man and the Sea – Bernard Lajoie, Tatsuo Shimamura, Alexander Petrov
  - Jolly Roger – Claire Jennings, Mark Baker, Neville Astley

### Meilleur nouveau scénariste, réalisateur ou producteur britannique
Carl Foreman Award.
- Lynne Ramsay – Ratcatcher
  - Justin Kerrigan – Human Traffic
  - Ayub Khan-Din – Fish and Chips (East Is East)
  - Kirk Jones – Vieilles Canailles (Waking Ned Devine)

### Meilleure contribution au cinéma britannique
Michael Balcon Award.
- Joyce Herlihy

### Audience Award
Ou Orange Film of the Year. Résulte d'un vote du public.
- Coup de foudre à Notting Hill (Notting Hill)

### Fellowship Award
Prix d'honneur de la BAFTA, récompense la réussite dans les différentes formes du cinéma.
- Michael Caine
- Stanley Kubrick (à titre posthume)
- Peter Bazalgette

## Récompenses et nominations multiples

### Nominations multiples

#### Films
14  : American Beauty
 10  : La Fin d'une liaison
 7  : Le Talentueux Mr Ripley
 6  : Fish and Chips
 5  : Topsy-Turvy, Matrix
 4  : Sixième Sens
 3  : Buena Vista Social Club, Un mari idéal, Sleepy Hollow, Dans la peau de John Malkovich, Les Cendres d'Angela, Tout sur ma mère
 2  : Coup de foudre à Notting Hill, Un thé avec Mussolini, Ratcatcher, Star Wars, épisode I : La Menace fantôme

#### Personnalités
2  : Pedro Almodóvar, Anthony Minghella, Neil Jordan, M. Night Shyamalan

### Récompenses multiples
Légende : Nombre de récompenses/Nombre de nominations

#### Films
6 / 14  : American Beauty
 2 / 3  : Sleepy Hollow, Dans la peau de John Malkovich, Tout sur ma mère
 2 / 5  : Matrix

### Les grands perdants
1 / 10  : La Fin d'une liaison
 1 / 7  : Le Talentueux Mr Ripley
 0 / 6  : Sixième Sens